# Jurunkku Bolong
Der Jurunkku Bolong (andere Schreibweise Jurunku Bolong; französische Schreibweise Jurunkku Bolon) ist ein rechter Nebenfluss des westafrikanischen Gambia-Flusses.

## Geographie
Der Jurunkku Bolong entspringt in der North Bank Region im Distrikt Jokadu und fließt auf einer Länge von ungefähr 25 Kilometern in südlicher Richtung, bis er bei dem Ort Jurunku bei der Koordinate 13° 25′ 0″ N, 16° 13′ 0″ W mit einer Breite von ungefähr 860 Metern in den Gambia-Fluss mündet.
Der Zusatz Bolong, den viele Nebenflüsse des Gambias haben, bedeutet in der Sprache der Mandinka „bewegliches Wasser“ oder „Nebenfluss“.

## Flora und Fauna
Am Unterlauf des Flusses befinden sich Mangrovenwälder. Am Mittellauf liegt Kusaywa Forest Park am rechten westlichen Ufer und der Kumadi Forest Park liegt am linken östlichen Ufer.
Die Vegetation am Oberlauf ist während der Trockenzeit ein beliebter Aufenthaltsort des Schmetterlings Afrikanischer Monarch (Danaus c. chrysippus). In den am Ufer liegenden Gebüschen, beispielsweise dem Brennenden Busch (Combretum paniculatum), finden sich zahlreiche Nektarvögel (Nectariniidae) und andere kleinere Vogelarten. Gelegentlich ist auch der Senegalbrillenvogel (Zosterops senegalensis) zu sehen.